# Anna (Teksas)
Anna je grad u američkoj saveznoj državi Teksas. Prema popisu stanovništva iz 2010. u njemu je živjelo 8.249 stanovnika.